# Oedeschlenke

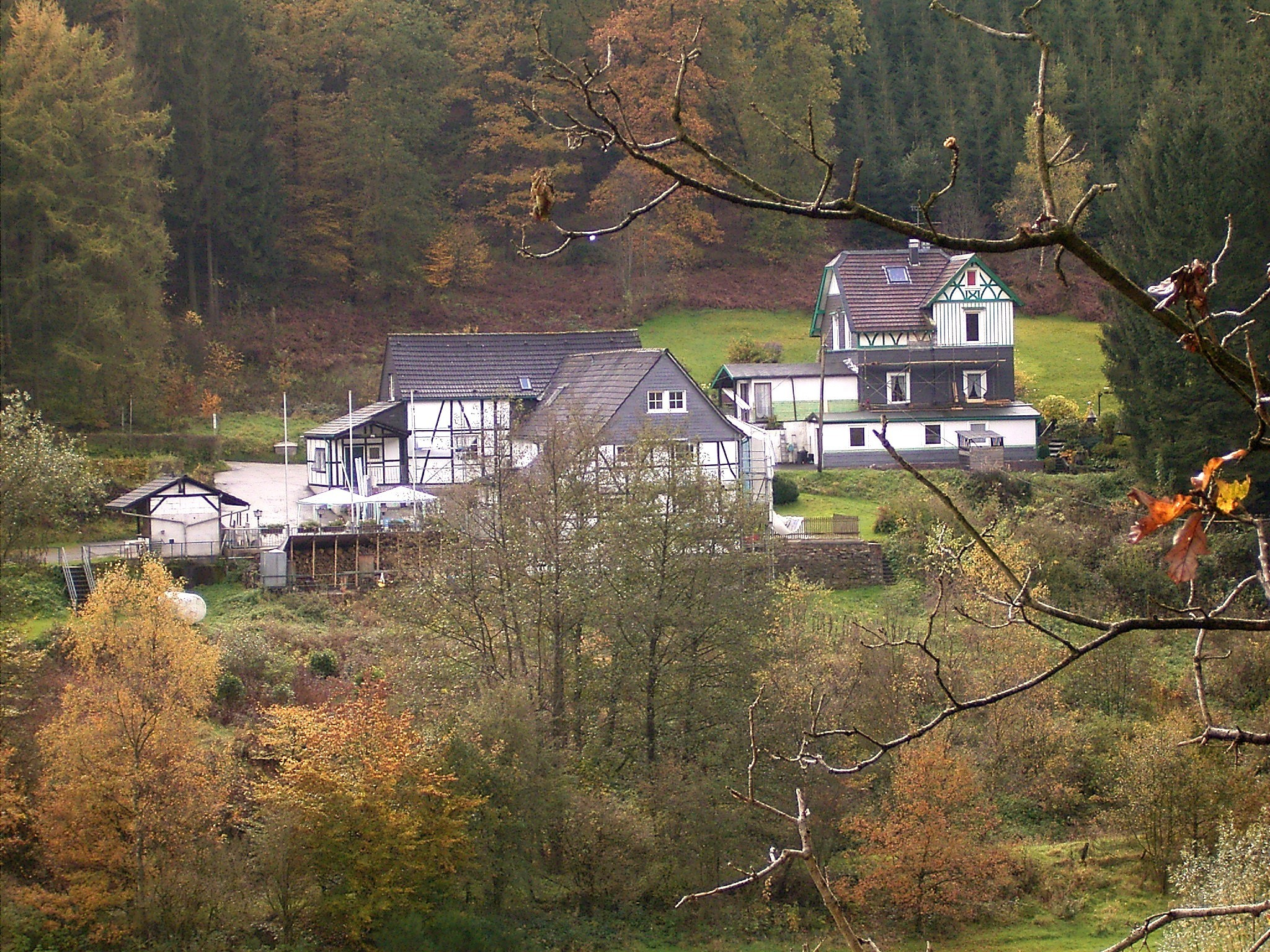
Blick auf Oedeschlenke

Oedeschlenke ist eine Ortschaft in Radevormwald im Oberbergischen Kreis im nordrhein-westfälischen Regierungsbezirk Köln in Deutschland.

## Lage und Beschreibung
Oedeschlenke liegt im Nordwesten von Radevormwald nahe der Stadtgrenze zu Wuppertal im Tal der Wupper. Nachbarorte sind Oberdahl, Oege und auf Wuppertaler Stadtgebiet Nöllenberg. Der Remlingrader Bach und der Lohbach münden im Westen der Ortschaft in die Wupper. Am Ort vorbei fließt der Obergraben Oedeschlenke, ein künstlich angelegter Nebenarm der Wupper.
Politisch wird der Ort durch den Direktkandidaten des Wahlbezirks 150 im Rat der Stadt Radevormwald vertreten.

## Geschichte
Die Topographische Aufnahme der Rheinlande von 1825 benennt die Ortschaft mit „Schlenke“. In der amtlichen topografische Karte (Preußische Neuaufnahme) von 1892 bis 1894 wird „Öderschlenke“ und ab der topografischen Karte von 1927 die heute gebräuchliche Ortsbezeichnung „Oedeschlenke“ verwendet.
1815/16 lebten 14 Einwohner im Ort. 1832 war Oedeschlenke weiterhin Teil der Honschaft Walbrecken, die nun der Bürgermeisterei Lüttringhausen angehörte. Der laut der Statistik und Topographie des Regierungsbezirks Düsseldorf als Ackergut bezeichnete Ort wurde Oederschlenke genannt und besaß zu dieser Zeit ein Wohnhaus, ein landwirtschaftliches Gebäude und eine Fabrikationsstätte. Zu dieser Zeit lebten 15 Einwohner im Ort, alle evangelischen Glaubens. Im Gemeindelexikon für die Provinz Rheinland von 1888 werden ein Wohnhaus mit vier Einwohnern angegeben.
Ab 1899 lieferte ein in Oedeschlenke errichtetes Wasserkraftwerk über Hochspannungsleitungen Strom an die Transformatorenstationen der Ortschaften Dahlerau, Beyenburg und Oberdahl. Das zur Energieerzeugung benötigte Wasser wurde 850 m Wupperaufwärts, nahe der Mündung des Dampfer Baches, aus der Wupper ausgeleitet und über einen Graben zum Wehr der Anlage geführt. Das Kraftwerk verfügte über zwei Turbinen, die jeweils einen Drehstromsynchrongenerator von 195 kW antrieben. 1930 wurde der Betrieb eingestellt und die elektrischen Anlagen verschrottet. 1970 erfolgte der Abriss der Betriebsgebäude. Den ehemaligen Obergraben des Kraftwerks nutzte von 1980 bis 2001 ein in Oedeschlenke ansässiger Fischereiverein zur Fischzucht. Mit Abriss des alten Wehres durch den Wupperverband im Jahre 2001 wurde der Obergraben zum Biotop umgestaltet, was offensichtlich den Bibern gefällt.

## Wanderwege
Folgende Wanderwege findet man im Bereich Oedeschlenke:
- X7: Residenzenweg
- ◇6: Wupperweg
- Halbes Mühlrad: Straße der Arbeit
- W im Kreis Wuppertaler Rundweg
- Jakobus Pilgerweg (Jakobsweg)
- Wuppertaler Ortsrundwanderweg A2

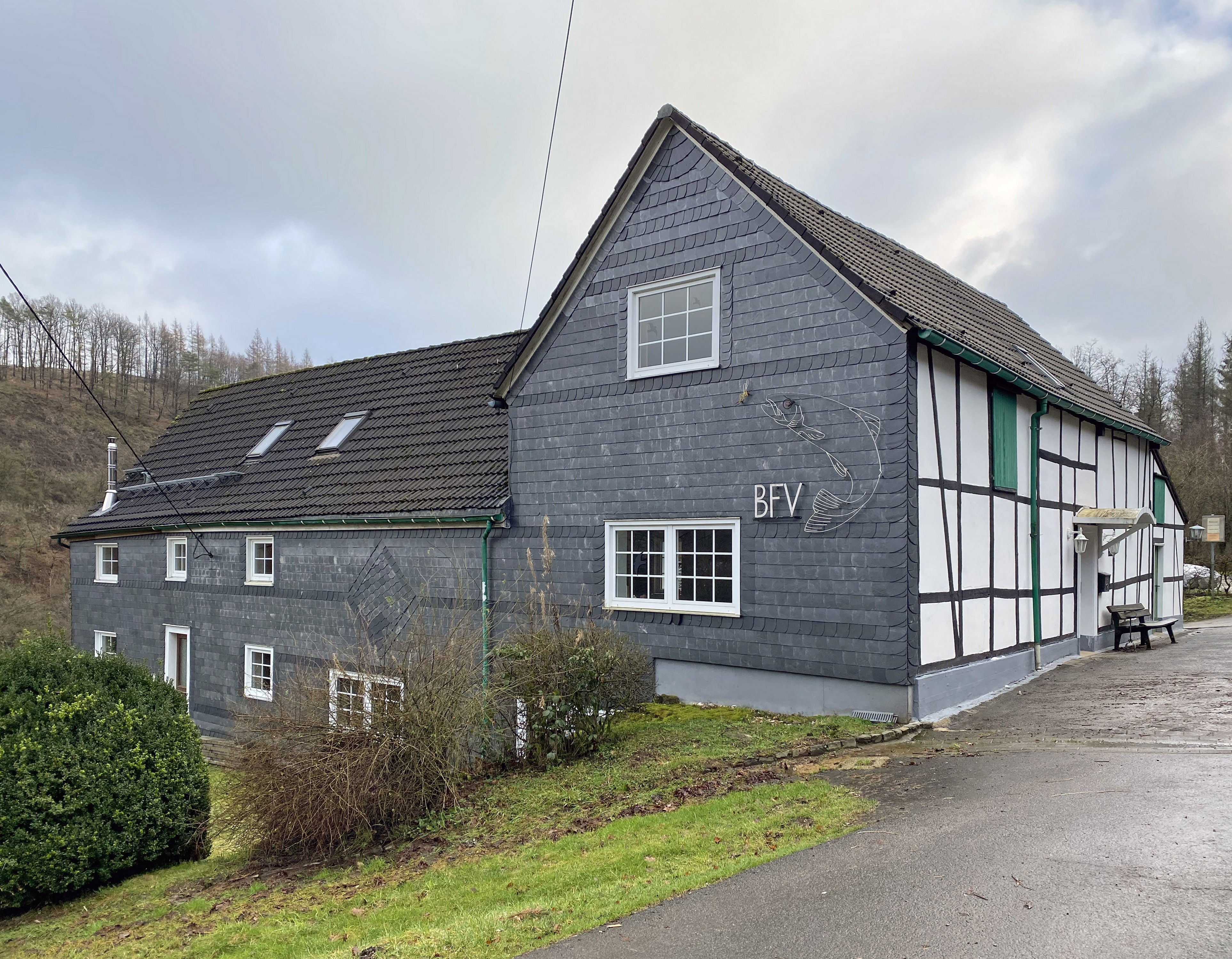
Bergischer Fischerei-Verein
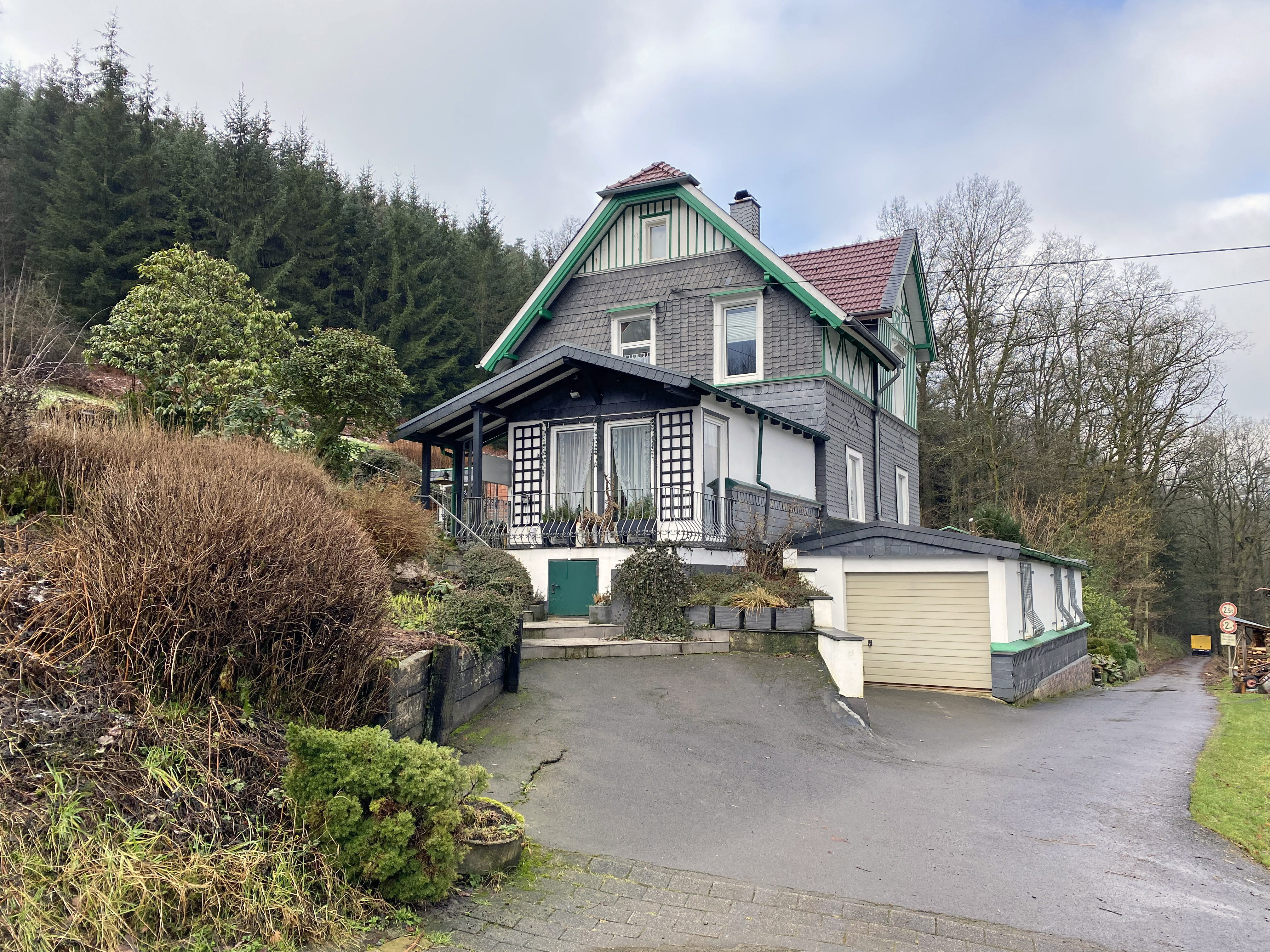
Oede Schlenke 2
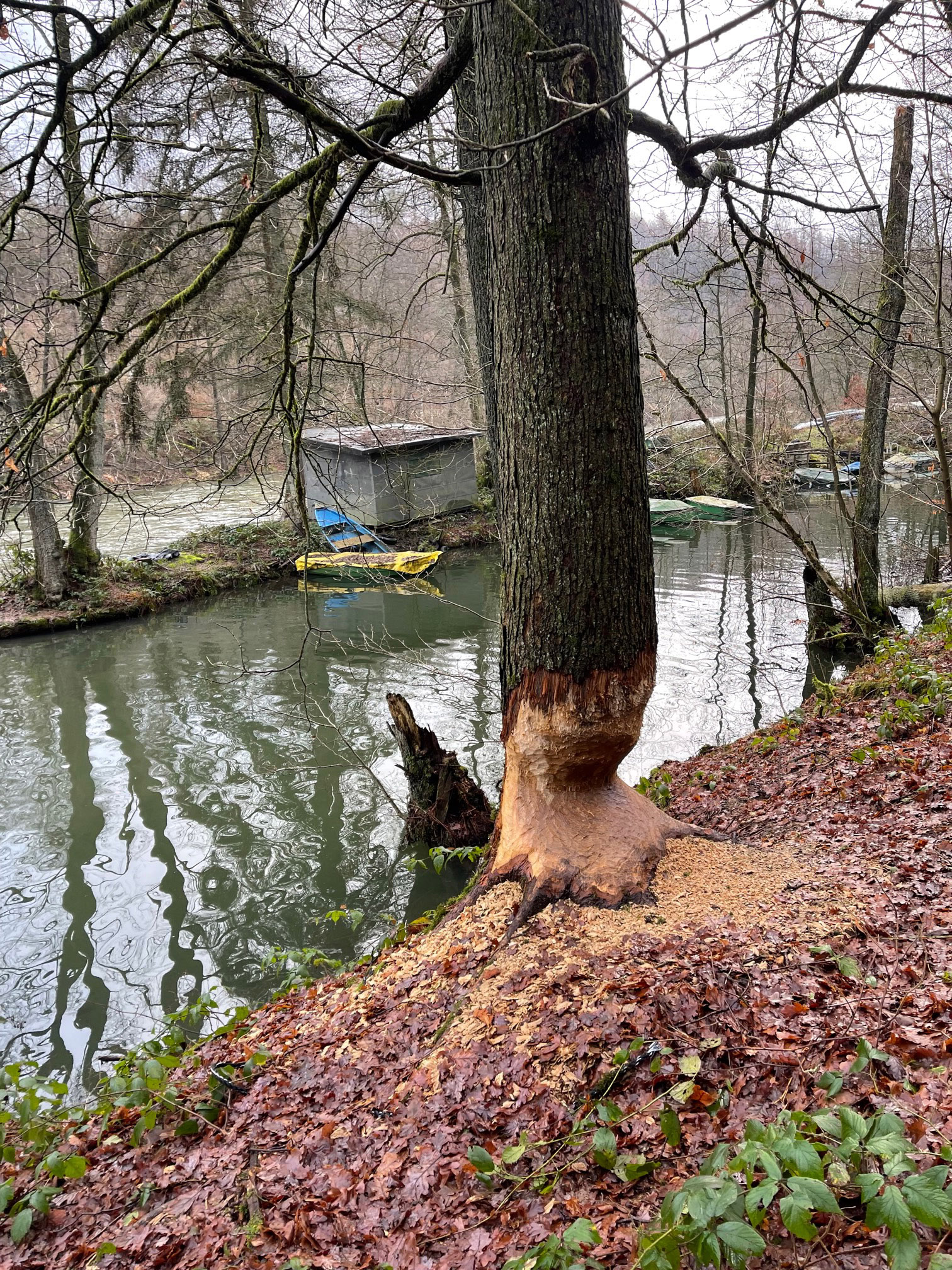
Aktive Biber in Oede Schlenke an der Wupper